# John Stevens Cabot Abbott
John Stevens Cabot Abbott (Brunswick, 19 settembre 1805 – Fairhaven, 17 giugno 1877) è stato uno scrittore e storico statunitense, fratello minore di Jacob, autore di numerose biografie di personaggi storici e di opere pedagogiche.

## Opere
- The mother at home (1833)
- History of Napoleon Bonaparte (1855)